# Andrés Martí de Pineda
Andrés Marí de Pineda fue un literato valenciano del siglo XVI. Fue notario y catedrático y se distinguió como poeta en valenciano. En 1532 fue secretario de unos juegos florales en honor a la Inmaculada Concepción.
Entre sus obras figuran:
- Certamen poético en honor de la Concepción (Valencia, 1532)
- Disputa de viudas y doncellez (Valencia, 1561)-